# Вудстаун (Њу Џерзи)
Вудстаун (енгл. Woodstown) град је у америчкој савезној држави Њу Џерзи.

## Демографија
По попису из 2010. године број становника је 3.505, што је 369 (11,8%) становника више него 2000. године.
| Група             | 2000.         | 2010.         |
| Белци             | 2.642 (84,2%) | 2.792 (79,7%) |
| Афроамериканци    | 405 (12,9%)   | 401 (11,4%)   |
| Азијати           | 23 (0,7%)     | 41 (1,2%)     |
| Хиспаноамериканци | 49 (1,6%)     | 195 (5,6%)    |
| Укупно            | 3.136         | 3.505         |